# Ammoxenus
Ammoxenus is een spinnengeslacht uit de familie bodemjachtspinnen (Gnaphosidae).

## Soorten
- Ammoxenus amphalodes Dippenaar & Meyer, 1980
- Ammoxenus coccineus Simon, 1893
- Ammoxenus daedalus Dippenaar & Meyer, 1980
- Ammoxenus kalaharicus Benoit, 1972
- Ammoxenus pentheri Simon, 1897
- Ammoxenus psammodromus Simon, 1910